# Save the Population
Save the Population è un singolo dei Red Hot Chili Peppers tratto dal loro Greatest Hits, nel 2003.
Questa canzone è stata ideata da Flea per la sua idea di "Salvare la popolazione".